# Bezirksmuseum Alsergrund
Das Bezirksmuseum Alsergrund im 2. Stock des Amtshauses Wien 9, Währinger Straße 43, beherbergt seit 2016 eine neu gestaltete Schausammlung, einen Sonderausstellungsraum, einen „Religionsraum“ sowie Gedenkstätten für die Dichter Erich Fried und Heimito von Doderer.

## Vorgeschichte

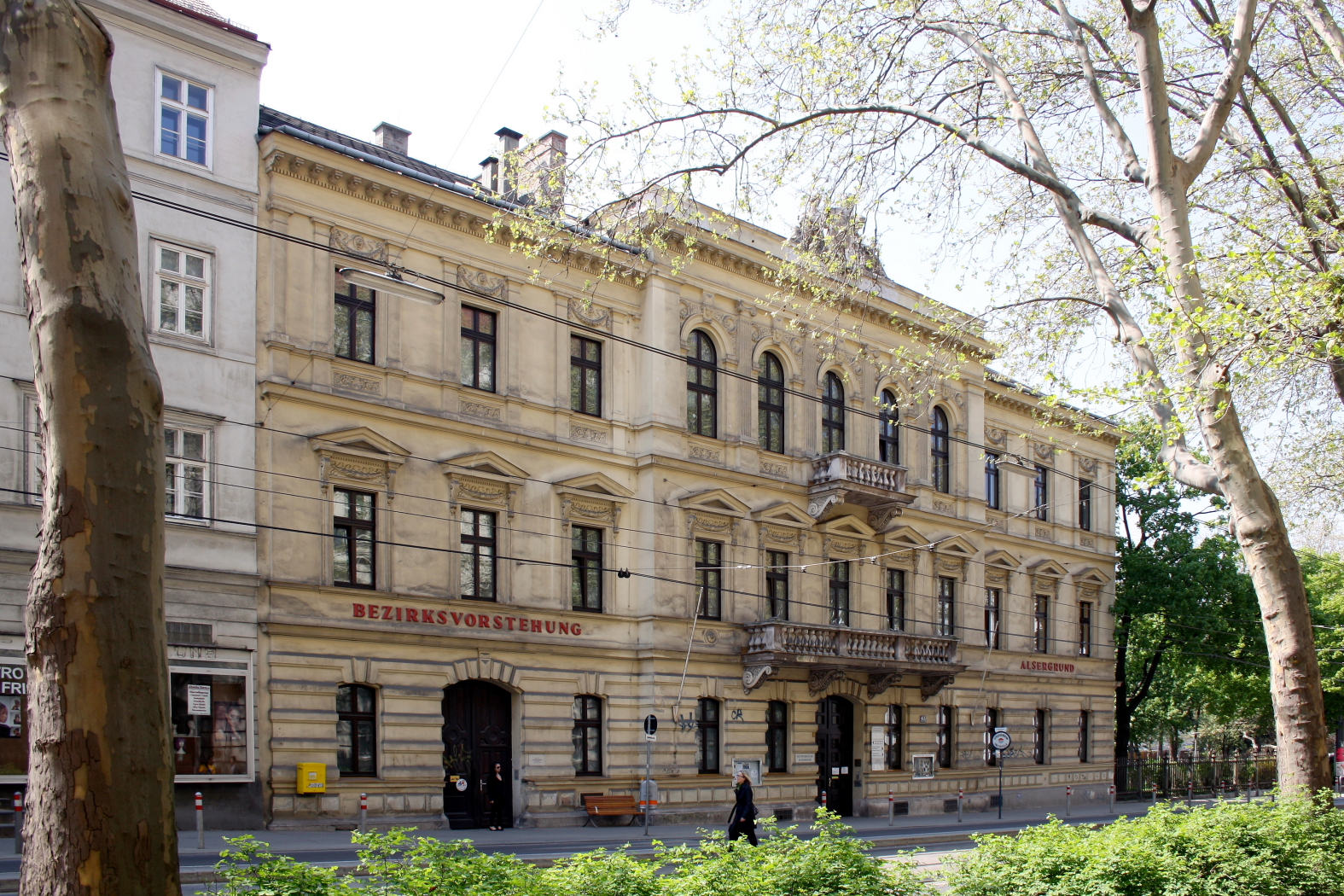
Bezirksmuseum Alsergrund

Die Vorgeschichte des Bezirksmuseums Alsergrund – jetzt ein Teil des ALSEUMS – reicht mehr als ein Jahrhundert zurück. 1903 erschien das erste Heimatbuch Der Alsergrund einst und jetzt des Lehrers Leopold Donatin als „geographisch-historischer Anschauungsunterricht“" für die Kinder der dritten Volksschulklasse. In den 1920er Jahren sollte es neu aufgelegt und zugleich ein Museum eingerichtet werden. Dieser Wunsch des Bezirksvorstehers Josef Schober kam aber ebenso wenig zur Ausführung wie das Projekt unter seinem Nachfolger Fritz Erban. Damals plante eine 1935 aus dem Arbeiter-Bildungsverein Alsergrund hervorgegangene Arbeitsgemeinschaft ein Bezirks-Heimatmuseum.
1957 konstituierte sich unter Bezirksvorsteher Johann Rajnoha ein Museumsverein, als dessen Präsident er fungierte. Die Erstaufstellung des Museums in zwei Räumen im Haus der Bezirksvorstehung erfolgte 1959. Museumsleiter wurde der Lehrer Franz Zabusch, Kustoden Volksschul-Oberlehrer Hans Mück (bis 1967) und der Buchdruckereibesitzer Alfred Wolf. Auf seine Initiative hin und unter seiner Redaktion erschien 1960 das erste von 129 vierteljährlich herausgegebenen Mitteilungsheften Das Heimatmuseum Alsergrund. Zwischen 1966 und 1970 gab er alljährlich eine umfangreiche Publikation zu den Sonderausstellungen heraus.
1968 übernahm Obermuseumsrat Ernst Donatin die Leitung. 1970 gründete Alfred Wolf die Galerie Alsergrund. Als erste ihrer Art gab sie Kunstschaffenden aus dem Bezirk unentgeltliche Ausstellungsmöglichkeiten. 1972 entstand auf Initiative Ernst Donatins die Gedenkstätte für Heimito von Doderer (mit Teilen seiner Wohnungseinrichtung). 1973 wurde aus dem Heimatmuseum ein Bezirksmuseum. Im selben Jahr wurde Ing. Alfred Wolf zum Museumsleiter bestellt (bis 1991). Dkfm. Philipp Jakob Formann und Helga Maria Wolf wurden zu Kustoden.
Seit 1991 leitet der Gymnasialprofessor Wilhelm Urbanek das Bezirksmuseum Alsergrund. In seine Ära fallen 1995 die Einrichtung der Gedenkstätte für Erich Fried (mit Möbeln aus seinem Arbeitszimmer), die Nutzung des Bunkers im angrenzenden Arne Karlsson-Park, 2011 die Einrichtung des Religionsraums (Kurator Dietmar Hübsch) und die Einrichtung des Sparefroh Hauses im Hofpavillon (Kuratorin Renate Steinkellner). 2015 wurde das Befreiungsmuseum im Erinnerungsbunker eröffnet.

## Neugestaltung 2016
2015 entwickelte der Kunsthistoriker Matthias Bechtle ein neues Konzept. Die verschiedenen Teilbereiche sind nun unter dem Oberbegriff ALSEUM zusammengefasst. Gemeinsam mit der Ethnologin Helga Maria Wolf und der künstlerisch tätigen Pädagogin Doris Wolf gestaltete er die Schausammlung des Bezirksmuseums Alsergrund in renovierten Räumen völlig neu. Die Grundaufstellung umfasst zwei Säle. Im ersten befindet sich die Architektur-Sammlung mit originalen Hauszeichen, Modellen und Plänen. Der zweite Schauraum stellt in zwölf Kapiteln Arbeit und Freizeit mit Schwerpunkt 19. Jahrhundert vor.
Es beginnt mit dem Thema Wohnen – vom Vorstadthaus zum Gemeindebau – und einem kleinen Einblick in die Kinderwelt von damals. Die zweite Vitrine widmet sich dem Alltag: Einkaufen, Küchengeräte und Hygiene. Diese bildet den Übergang zum nächsten Schwerpunkt. In der Gegend um den Sobieskiplatz waren die legendären „Wiener Wäschermädel“ zu Hause. Ihnen sollte ein Denkmal gesetzt werden, dessen Abguss hier zu sehen ist. Die folgenden Vitrinen erinnern an verschwundenes Handwerk. Der Alsergrund war ein Zentrum der „Schwarzen Kunst“, der Buchdruckereien, woran u. a. eine Tiegeldruckpresse und ein Setzkasten erinnern. In der Rossau befanden sich die Firmen der Sattler, Wagenbauer und später Automobilerzeuger wie die Hoflieferanten Sebastian Armbruster und Ludwig Lohner. Einer der letzten Lohnerroller L 150 ist ebenfalls zu sehen. Die Oesterreichische Nationalbank ist wohl der berühmteste „Großbetrieb“ des Bezirks. Nicht mehr hier ansässig ist die Porzellanmanufaktur – vertreten durch einen bemalten Barockteller –, in der bekannte Künstler wirkten. Um Kunst und Komponisten geht es auch in der folgenden Vitrine. Sie würdigt die „großen Vier“ der Wiener Klassik, und zeigt einige Werke des Alsergrunder Malers und Bildhauers Ernst Eisenmayer.
Der leichten Muse und Unterhaltung widmet sich die nächste Abteilung, mit Exponaten aus der Volksoper und den einst zahlreichen Vergnügungslokalen. Einen Blickfang bilden einige Fahnen und eine Fähnrichs-Uniform des Rossauer Männergesangvereins. An der Stirnwand beinhalten Kommoden weitere Kunstwerke und Objekte zum Thema Medizin und Forschung, Stichworte: Josephinum, AKH und Chemische Institute. Die vorletzte Vitrine ist Katastrophen übertitelt und gemahnt auch an die ehemalige Hinrichtungsstätte Rabenstein. Mit dem Thema Verkehr – vom Zeiselwagen bis zur Franz-Josefs-Bahn – endet der Rundgang.
Die neue Marke ALSEUM umfasst neben der Dauerausstellung einen Sonderausstellungsraum, Gedenkstätten für die Dichter Heimito von Doderer (1896–1966) und Erich Fried (1921–1988), eine umfangreiche Bibliothek sowie das Sparefrohhaus und den Erinnerungsbunker (Befreiungsmuseum). Der Erinnerungsbunker mit dem Befreiungsmuseum Wien ist nächst dem Museum im Arne-Karlsson-Park situiert. Der Tiefbunker befindet sich im Besitz der Stadt Wien und diente in den letzten Jahren als Lagerraum der MA 42. Das Konzept zum Erinnerungsbunker wurde 2005 im Rahmen des Gedenkjahres von der Pädagogischen Akademie des Bundes in Wien in Kooperation mit dem Bezirksmuseum Alsergrund, Schülern des Erich-Fried-Realgymnasiums und Kunstschaffenden der Künstlerischen Volkshochschule/Wiener Kunst Schule entwickelt. Seit 2015 befindet sich im Bunker das Befreiungsmuseum Wien, das sich als Beitrag zur zeitgeschichtlichen Bildung von jungen Menschen, interessierten Bürgern und Gästen Wiens versteht. Dabei kommt der Vermittlungsarbeit besondere Bedeutung zu. Das Befreiungsmuseum arbeitet mit den wichtigsten österreichischen und russischen Archiven, dem Wien Museum, der Österreichischen Nationalbibliothek, dem Stadtarchiv St. Petersburg etc. zusammen und wird von offiziellen Organisationen der österreichischen Republik und der Signatarstaaten des Staatsvertrages unterstützt.